# 곤도 요지
곤도 요지(일본어: こんどうようぢ, 1992년 12월 25일 ~)는 일본의 모델이자, 가수이다.